# 4Sight
4Sight es el gestor de ventanas predeterminado IRIX, un sistema operativo unix de Silicon Graphics,  en las versiones 3.0 hasta la 3.3.2. 4Sight se ejecuta bajo un sistema híbrido conocido como XNeWS, una combinación del sistema X11 del MIT y el sistema NeWS de Sun Microsystems . Ni 4Sight o XNeWS se incluyeron en IRIX  después de 3.3.2; ambos fueron reemplazados en 1991 por 4Dwm y X11 en IRIX 4.